# فناوری محدود آمپرکس
فناوری محدود آمپرکس (ای‌تی‌ال) (به انگلیسی: Amperex Technology Limited (ATL)) یک شرکت چینی و تولیدکننده باتری لیتیم-یون است.
این شرکت با مسئولیت محدود مستقر در هنگ کنگ است و تولیدات آن در شهر دونگوان، نینگده می‌باشد. ای‌تی‌ال در سال ۱۹۹۹ تأسیس شد.
پس از سامسونگ اس‌دی‌آی در رتبه اول بازار جهانی، رتبه شرکت در تولید باتری مقام دوم برآورد شده است.
محصولات اصلی شرکت باتری و لوازم الکترونیکی مصرفی است و بی‌ام‌و یکی از مشتریان آن می‌باشد.